# Jan I Angelos
Jan I Angelos (zm. 1289) – władca Tesalii w latach 1271 – 1289. Nieślubny syn Michała II Angelosa.

## Życiorys
Za panowania swojego ojca, Michała II Angelosa, despoty Epiru, Jan zarządzał w jego imieniu Tesalią. W 1259 roku poprowadził mu na pomoc oddziały złożone z tesalskich Wołochów, kiedy ojciec wspólnie z księciem Achai i królem Sycylii zmierzali do konfrontacji z cesarzem nicejskim Michałem Paleologiem. Wobec nieporozumień wśród sojuszników Jan dał się nakłonić dowodzącemu armią nicejską Janowi Paleologowi do wycofania swych oddziałów z udziału w bitwie. Po ucieczce z obozu Michała II z synem Niceforem zablokował tyły wojsk achajskich, przyczyniając się do klęski sprzymierzonych pod Pelagonią. Ocalenie wojska od pogromu pod Pelagonią, a potem związanie na kilka lat sił epirockich i bizantyńskich (nicejskich) we wspólnym konflikcie, pozwoliło Janowi na usamodzielnienie się, które ostatecznie nastąpiło pomiędzy 1266 a 1271 rokiem, po śmierci ojca.
Wobec dużego znaczenia plemion Wołochów w państwie, w celu wzmocnienia swej pozycji, zawarł małżeństwo z córką jednego z wodzów wołoskich Tarona. Początkowo zagrożony ze strony Epiru starał się o poprawne stosunki z cesarzem bizantyńskim Michałem VIII Paleologiem, przyjmując z jego rąk tytuł sebastokratora i wydając swą córkę za siostrzeńca cesarskiego Andronika Tarchaniotesa. Rosnąca potęga cesarza bizantyńskiego skłoniła go jednak wkrótce do podjęcia kroków przeciwko niemu. W 1271 roku wspólnie z zięciem sprowadził na ziemie Cesarstwa dotkliwy w skutkach najazd tatarski. Wszedł też w antybizantyński sojusz z Andegawenami przygotowującymi inwazję na Cesarstwo Bizantyńskie. W efekcie swych działań znalazł się w 1275 roku w obliczu ofensywy wojsk Michała VIII Paleologa, dowodzonych przez zwycięzcę spod Pelagonii Jana Paleologa. Oddziały sebastokratora zostały rozbite, a wojska bizantyńskie stanęły pod murami stolicy Tesalii, leżącej na południe od Lamii, Neai Patrai. Władca Tesalii w trudnej dla siebie sytuacji wymknął się z oblężonego miasta i dotarł do Teb na dwór Jana de la Roche, od którego uzyskał posiłki – 300 jeźdźców. Z tymi siłami zaatakował oblegających i zmusił armię Jana Paleologa do odwrotu. Dwa lata później odparł kolejny najazd bizantyński.
W 1278 roku wykorzystując niechęć emigrujących do Tesalii przeciwników zawartej przez Michała VIII z papieżem unii religijnej w Lyonie, zwołał synod, na którym w obecności mnichów z Olimpu w Bitynii i z góry Athos obłożono anatemą cesarza Bizancjum, patriarchę Konstantynopola oraz papieża. W 1282 roku wspólnie z Serbią zaatakował bizantyńską Macedonię.